# Abdulellah Al-Malki
Abdulellah Saad Al-Malki (in arabo عبد الإله سعد المالكي‎?; La Mecca, 11 ottobre 1994) è un calciatore saudita, centrocampista dell'Al-Ettifaq, in prestito dall'Al-Hilal e della nazionale saudita.

## Carriera

### Club
Ha giocato nella prima divisione saudita.

### Nazionale
Nel 2019 ha esordito nella nazionale saudita, con la quale ha anche partecipato ai Mondiali del 2022.

## Statistiche

### Cronologia presenze e reti in nazionale
| Cronologia completa delle presenze e delle reti in nazionale ― Arabia Saudita | Cronologia completa delle presenze e delle reti in nazionale ― Arabia Saudita | Cronologia completa delle presenze e delle reti in nazionale ― Arabia Saudita | Cronologia completa delle presenze e delle reti in nazionale ― Arabia Saudita | Cronologia completa delle presenze e delle reti in nazionale ― Arabia Saudita | Cronologia completa delle presenze e delle reti in nazionale ― Arabia Saudita | Cronologia completa delle presenze e delle reti in nazionale ― Arabia Saudita | Cronologia completa delle presenze e delle reti in nazionale ― Arabia Saudita |
| Data                                                                          | Città                                                                         | In casa                                                                       | Risultato                                                                     | Ospiti                                                                        | Competizione                                                                  | Reti                                                                          | Note                                                                          |
| ----------------------------------------------------------------------------- | ----------------------------------------------------------------------------- | ----------------------------------------------------------------------------- | ----------------------------------------------------------------------------- | ----------------------------------------------------------------------------- | ----------------------------------------------------------------------------- | ----------------------------------------------------------------------------- | ----------------------------------------------------------------------------- |
| 10-10-2019                                                                    | Riad                                                                          | Arabia Saudita                                                                | 3 – 0                                                                         | Singapore                                                                     | Qual. Mondiali 2022                                                           | -                                                                             | 85’                                                                           |
| 15-10-2019                                                                    | Al-Ram                                                                        | Palestina                                                                     | 0 – 0                                                                         | Arabia Saudita                                                                | Qual. Mondiali 2022                                                           | -                                                                             | 71’                                                                           |
| 19-11-2019                                                                    | Riad                                                                          | Arabia Saudita                                                                | 0 – 0                                                                         | Paraguay                                                                      | Amichevole                                                                    | -                                                                             | 28’                                                                           |
| 27-11-2019                                                                    | Doha                                                                          | Arabia Saudita                                                                | 1 – 3                                                                         | Kuwait                                                                        | Coppa delle nazioni del Golfo 2019 - 1º turno                                 | -                                                                             | 88’                                                                           |
| 30-11-2019                                                                    | Doha                                                                          | Bahrein                                                                       | 0 – 2                                                                         | Arabia Saudita                                                                | Coppa delle nazioni del Golfo 2019 - 1º turno                                 | -                                                                             | 62’                                                                           |
| 2-12-2019                                                                     | Doha                                                                          | Oman                                                                          | 1 – 3                                                                         | Arabia Saudita                                                                | Coppa delle nazioni del Golfo 2019 - 1º turno                                 | -                                                                             |                                                                               |
| 5-12-2019                                                                     | Al Wakrah                                                                     | Arabia Saudita                                                                | 1 – 0                                                                         | Qatar                                                                         | Coppa delle nazioni del Golfo 2019 - Semifinale                               | -                                                                             |                                                                               |
| 8-12-2019                                                                     | Doha                                                                          | Bahrein                                                                       | 1 – 0                                                                         | Arabia Saudita                                                                | Coppa delle nazioni del Golfo 2019 - Finale                                   | -                                                                             | 86’                                                                           |
| 14-11-2020                                                                    | Riad                                                                          | Arabia Saudita                                                                | 3 – 0                                                                         | Giamaica                                                                      | Amichevole                                                                    | -                                                                             | 20’                                                                           |
| 17-11-2020                                                                    | Riad                                                                          | Arabia Saudita                                                                | 1 – 2                                                                         | Giamaica                                                                      | Amichevole                                                                    | -                                                                             | 67’                                                                           |
| 30-3-2021                                                                     | Riad                                                                          | Arabia Saudita                                                                | 3 – 0                                                                         | Palestina                                                                     | Qual. Mondiali 2022                                                           | -                                                                             | 90’                                                                           |
| 5-6-2021                                                                      | Riad                                                                          | Arabia Saudita                                                                | 3 – 0                                                                         | Yemen                                                                         | Qual. Mondiali 2022                                                           | -                                                                             | 87’                                                                           |
| 11-6-2021                                                                     | Singapore                                                                     | Singapore                                                                     | 0 – 3                                                                         | Arabia Saudita                                                                | Qual. Mondiali 2022                                                           | -                                                                             | 61’ 80’                                                                       |
| 2-9-2021                                                                      | Riad                                                                          | Arabia Saudita                                                                | 3 – 1                                                                         | Vietnam                                                                       | Qual. Mondiali 2022                                                           | -                                                                             |                                                                               |
| 7-9-2021                                                                      | Mascate                                                                       | Oman                                                                          | 0 – 1                                                                         | Arabia Saudita                                                                | Qual. Mondiali 2022                                                           | -                                                                             | 59’ 88’                                                                       |
| 7-10-2021                                                                     | Riad                                                                          | Arabia Saudita                                                                | 1 – 0                                                                         | Giappone                                                                      | Qual. Mondiali 2022                                                           | -                                                                             | 86’                                                                           |
| 12-10-2021                                                                    | Riad                                                                          | Arabia Saudita                                                                | 3 – 2                                                                         | Cina                                                                          | Qual. Mondiali 2022                                                           | -                                                                             | 90+6’                                                                         |
| 11-11-2021                                                                    | Sydney                                                                        | Australia                                                                     | 0 – 0                                                                         | Arabia Saudita                                                                | Qual. Mondiali 2022                                                           | -                                                                             |                                                                               |
| 16-11-2021                                                                    | Hanoi                                                                         | Vietnam                                                                       | 0 – 1                                                                         | Arabia Saudita                                                                | Qual. Mondiali 2022                                                           | -                                                                             |                                                                               |
| 27-1-2022                                                                     | Riad                                                                          | Arabia Saudita                                                                | 1 – 0                                                                         | Oman                                                                          | Qual. Mondiali 2022                                                           | -                                                                             | 73’                                                                           |
| 1-2-2022                                                                      | Saitama                                                                       | Giappone                                                                      | 2 – 0                                                                         | Arabia Saudita                                                                | Qual. Mondiali 2022                                                           | -                                                                             | 23’                                                                           |
| 22-10-2022                                                                    | Abu Dhabi                                                                     | Arabia Saudita                                                                | 1 – 0                                                                         | Macedonia del Nord                                                            | Amichevole                                                                    | -                                                                             | 60’                                                                           |
| 26-10-2022                                                                    | Abu Dhabi                                                                     | Arabia Saudita                                                                | 1 – 1                                                                         | Albania                                                                       | Amichevole                                                                    | -                                                                             |                                                                               |
| 30-10-2022                                                                    | Abu Dhabi                                                                     | Arabia Saudita                                                                | 0 – 0                                                                         | Honduras                                                                      | Amichevole                                                                    | -                                                                             | 70’                                                                           |
| 6-11-2022                                                                     | Abu Dhabi                                                                     | Arabia Saudita                                                                | 1 – 0                                                                         | Islanda                                                                       | Amichevole                                                                    | -                                                                             | 81’                                                                           |
| 10-11-2022                                                                    | Abu Dhabi                                                                     | Arabia Saudita                                                                | 1 – 1                                                                         | Panama                                                                        | Amichevole                                                                    | -                                                                             | 73’                                                                           |
| 16-11-2022                                                                    | Riad                                                                          | Arabia Saudita                                                                | 0 – 1                                                                         | Croazia                                                                       | Amichevole                                                                    | -                                                                             | 79’                                                                           |
| 22-11-2022                                                                    | Lusail                                                                        | Argentina                                                                     | 1 – 2                                                                         | Arabia Saudita                                                                | Mondiali 2022 - 1º turno                                                      | -                                                                             | 67’                                                                           |
| 26-11-2022                                                                    | Al Rayyan                                                                     | Polonia                                                                       | 2 – 0                                                                         | Arabia Saudita                                                                | Mondiali 2022 - 1º turno                                                      | -                                                                             | 20’ 85’                                                                       |
| 17-10-2023                                                                    | Portimão                                                                      | Arabia Saudita                                                                | 1 – 3                                                                         | Mali                                                                          | Amichevole                                                                    | -                                                                             | 73’ 82’                                                                       |
| 16-11-2023                                                                    | Dammam                                                                        | Arabia Saudita                                                                | 4 – 0                                                                         | Pakistan                                                                      | Qual. Mondiali 2026                                                           | -                                                                             | 78’                                                                           |
| 19-11-2023                                                                    | Amman                                                                         | Giordania                                                                     | 0 – 2                                                                         | Arabia Saudita                                                                | Qual. Mondiali 2026                                                           | -                                                                             | 82’                                                                           |
| 4-1-2024                                                                      | Al Wakrah                                                                     | Arabia Saudita                                                                | 1 – 0                                                                         | Libano                                                                        | Amichevole                                                                    | -                                                                             |                                                                               |
| 21-1-2024                                                                     | Ar Rayyan                                                                     | Kirghizistan                                                                  | 0 – 2                                                                         | Arabia Saudita                                                                | Coppa d'Asia 2023 - 1º turno                                                  | -                                                                             | 77’                                                                           |
| 10-9-2024                                                                     | Dalian                                                                        | Cina                                                                          | 1 – 2                                                                         | Arabia Saudita                                                                | Qual. Mondiali 2026                                                           | -                                                                             | 45’ 82’                                                                       |
| 10-10-2024                                                                    | Gedda                                                                         | Arabia Saudita                                                                | 0 – 2                                                                         | Giappone                                                                      | Qual. Mondiali 2026                                                           | -                                                                             | 82’                                                                           |
| 15-10-2024                                                                    | Gedda                                                                         | Arabia Saudita                                                                | 0 – 0                                                                         | Bahrein                                                                       | Qual. Mondiali 2026                                                           | -                                                                             | 61’                                                                           |
| 17-12-2024                                                                    | Riad                                                                          | Arabia Saudita                                                                | 3 – 1                                                                         | Trinidad e Tobago                                                             | Amichevole                                                                    | -                                                                             |                                                                               |
| 22-12-2024                                                                    | Al Kuwait                                                                     | Arabia Saudita                                                                | 2 – 3                                                                         | Bahrein                                                                       | Coppa delle nazioni del Golfo 2024 - 1º turno                                 | -                                                                             | 36’ 86’                                                                       |
| 25-12-2024                                                                    | Al Kuwait                                                                     | Yemen                                                                         | 2 – 3                                                                         | Arabia Saudita                                                                | Coppa delle nazioni del Golfo 2024 - 1º turno                                 | -                                                                             | 76’                                                                           |
| 28-12-2024                                                                    | Al Kuwait                                                                     | Iraq                                                                          | 1 – 3                                                                         | Arabia Saudita                                                                | Coppa delle nazioni del Golfo 2024 - 1º turno                                 | -                                                                             | 37’                                                                           |
| Totale                                                                        |                                                                               | Presenze                                                                      | 41                                                                            |                                                                               | Reti                                                                          | 0                                                                             |                                                                               |

## Palmarès
- Campionato saudita: 1

Al-Hilal: 2023-2024
- Coppa del Re dei Campioni: 1

Al-Hilal: 2023-2024